# 乌拉季斯拉乌·汉查罗
乌拉季斯拉乌·奥列哈维奇·汉查罗（1995年12月2日—），生于维捷布斯克州维捷布斯克，白俄罗斯男子蹦床运动员。他在六岁时开始接触蹦床，当时有体校的教练正在招收小学一年级的学生练习蹦床，他加入了其中。汉查罗的妻子汉娜·汉查罗娃同样也是一名蹦床运动员，两人在2017年底结婚。